# Edgewater (Nueva Jersey)
Edgewater es un borough ubicado en el condado de Bergen en el estado estadounidense de Nueva Jersey. En el año 2008 tenía una población de 9.635 habitantes y una densidad poblacional de 3,487.2 personas por km².

## Geografía
Edgewater se encuentra ubicado en las coordenadas 40°49′48″N 73°58′26″O / 40.83000, -73.97389.

## Demografía
Según la Oficina del Censo en 2000 los ingresos medios por hogar en la localidad eran de $63,455 y los ingresos medios por familia eran $72,692. Los hombres tenían unos ingresos medios de $50,795 frente a los $49,238 para las mujeres. La renta per cápita para la localidad era de $42,650. Alrededor del 8.6% de la población estaba por debajo del umbral de pobreza.